# Thysanopyga abdominaria
Thysanopyga abdominaria är en fjärilsart som beskrevs av Achille Guenée 1858. Thysanopyga abdominaria ingår i släktet Thysanopyga och familjen mätare. Inga underarter finns listade i Catalogue of Life.